# Les Associés
Ne doit pas être confondu avec Les Associées.
Cet article concerne le film de Ridley Scott. Pour celui de John Woo, voir Les Associés (film, 1991).
Pour plus de détails, voir Fiche technique et Distribution.
Les Associés (Matchstick Men), ou Les Moins que rien au Québec, est un film américano-britannique réalisé par Ridley Scott et sorti en 2003. Il s'agit d'une adaptation du roman du même nom d'Eric Garcia.

## Synopsis
À Los Angeles, Roy Waller est un escroc très doué. Il souffre cependant de divers troubles et maladies : agoraphobie, mysophobie, syndrome de Gilles de La Tourette, trouble obsessionnel compulsif en plus d'avoir une prédisposition aux attaques de panique. Il est associé avec Franck Mercer à qui il a appris le métier. Il décide avec réticence de consulter un psychiatre, le Dr Harris Klein, pour se soigner. Ce dernier le pousse à recontacter son ex-femme Heather, qu'il n'a plus vue depuis des années alors qu'elle était enceinte. Roy découvre qu'il a une fille, Angela, âgée de quatorze ans. Roy prépare un énorme coup avec Franck : ils ont flairé un richissime « pigeon » nommé Chuck Frechette. C'est alors qu'Angela vient s'installer chez lui. Alors que Roy tente de lui faire croire qu'il est antiquaire, l'adolescente va découvrir la vérité. Elle n'a alors qu'une envie : devenir son élève. Leur relation va alors évoluer vers une relation de travail dont personne ne sortira indemne.

## Fiche technique
Sauf indication contraire, les informations mentionnées dans cette section peuvent être confirmées par la base de données cinématographiques IMDb,  présente dans la section « Liens externes ».
- Titre français : Les Associés
- Titre québécois : Les Moins que rien
- Titre original : Matchstick Men
- Réalisation : Ridley Scott
- Scénario : Nicholas Griffin et Ted Griffin, d'après le roman Matchstick Men d'Eric Garcia
- Musique : Hans Zimmer
- Décors : Tom Foden
- Costumes : Michael Kaplan
- Photographie : John Mathieson
- Montage : Dody Dorn
- Production : Sean Bailey (en), Ted Griffin, Jack Rapke, Ridley Scott et Steve Starkey
  - Production déléguée : Robert Zemeckis
  - Coproduction : Giannina Facio et Charles J.D. Schlissel
- Sociétés de production : Warner Bros., ImageMovers, Scott Free Productions, Rickshaw Productions, LivePlanet et HorsePower Entertainment
- Budget : 29 000 000 $
- Pays de production :  États-Unis,  Royaume-Uni
- Langue originale : anglais
- Format : couleurs - 2,35:1 - 35 mm - DTS / Dolby Digital / SDDS
- Genre : comédie noire
- Durée : 116 minutes
- Dates de sortie[1] :
  - Italie : 2 septembre 2003 (Mostra de Venise)
  - Canada : 5 septembre 2003 (Festival de Toronto)
  - États-Unis : 12 septembre 2003
  - France et Suisse romande : 17 septembre 2003
  - Belgique : 1er octobre 2003

## Distribution
- Nicolas Cage (VF : Dominique Collignon-Maurin ; VQ : Benoit Rousseau) : Roy Waller
- Sam Rockwell (VF : Laurent Lederer ; VQ : Gilbert Lachance) : Frank Mercer
- Alison Lohman (VF : Edwige Lemoine ; VQ : Karine Vanasse) : Angela
- Bruce Altman (VF : Michel Papineschi ; VQ : Luis de Cespedes) : le docteur Klein
- Bruce McGill (VF : Vincent Grass ; VQ : Sébastien Dhavernas) : Chuck Frechette
- Jenny O'Hara (VQ : Béatrice Picard) : madame Schaffer
- Steve Eastin (VQ : Vincent Davy) : monsieur Schaffer
- Beth Grant (VQ : Mireille Thibault) : la femme de la laverie
- Sheila Kelley (VF : Karine Texier) : Kathy
- Fran Kranz : Slacker Boyfriend
- Tim Kelleher (VQ : Pierre Auger) : l'inspecteur Bishop
- Kim Cassidy : la strip-teaseuse
- Nigel Gibbs : Holt

Sources : voxofilm doublage Québec

## Production

### Développement
Le film est l'adaptation cinématographique du roman Matchstick Men d'Eric Garcia, publié en 2002. L'auteur explique sa fascination pour les escrocs et arnaqueurs présents dans son œuvre : « Ils nous fascinent au même degré que les gangsters - tant qu'ils restent du domaine de la fiction. Il y a chez ces hommes quelque chose de mythique qui nous attire, qui nous donne envie de les voir à l’œuvre. Peut-être est-ce l'idée qu'un peu d'astuce leur suffit, alors que le commun des mortels déploie tant d'efforts pour gagner sa vie. Leur activité nous fait rêver : si, demain, j'étais licencié et criblé de dettes, qu'est-ce qui m'interdirait de tenter ma chance et de monter, moi aussi, des coups tordus ? »
Le roman est adapté par les frères scénaristes Nicholas Griffin et Ted Griffin, qui ont rencontré deux agents du FBI, pour mieux connaître le monde de l'arnaque. Nick Griffin explique ainsi « On croit souvent que les petits escrocs ont disparu à la fin des années trente. En fait, ils existent encore bel et bien, se livrent toujours aux mêmes combines, mais ont appris à se servir de l'Internet et du télé-marketing ».

### Attribution des rôles
Alison Lohman a été choisie pour incarner une jeune fille de 14 ans alors qu'elle en avait en réalité 24 au moment du tournage.

### Tournage
Le tournage a eu lieu principalement en Californie : Los Angeles (Canoga Park, Mar Vista, West Hills, Dodger Stadium, Pann's Restaurant, Venice), Culver City (Culver Studios), Anaheim (Anaheim Convention Center, Hilton Anaheim), Marina Del Rey, Torrance ; mais également au musée militaire de Rokycany en République tchèque.

## Bande originale
La musique du film est composée par Hans Zimmer. Il s'agit de sa dernière collaboration avec le réalisateur Ridley Scott. Ils avaient collaboré sur de nombreux films Black Rain (1989), Thelma et Louise (1991), Lame de fond (1996), Gladiator (2000), Hannibal (2001) et La Chute du faucon noir (2001).
Liste des titres
1. "The Good Life" (interprété par Bobby Darin) – 2:39
2. "Flim Flam" – 0:12
3. "Ichi-Ni-San" – 2:51
4. "Matchstick Men" – 2:09
5. "Weird Is Good" – 6:42
6. "The Lonely Bull" (interprété par Herb Alpert & the Tijuana Brass) – 2:15
7. "Ticks & Twitches" – 2:48
8. "I Have a Daughter?" – 1:06
9. "Swedish Rhapsody" (interprété par Mantovani & His Orchestra) – 2:37
10. "Keep the Change" – 1:24
11. "Nosy Parker" – 2:44
12. "Leaning on a Lamp Post" (interprété par George Formby) – 3:00
13. "Pool Lights" – 0:54
14. "Pygmies!" – 2:07
15. "Charmaine" (interprété par Mantovani & His Orchestra) – 3:05
16. "Roy's Rules" – 2:04
17. "Carpeteria" – 2:26
18. "Shame on You" – 2:55
19. "Tuna Fish and Cigarettes" – 1:55
20. "No More Pills" – 4:39
21. "Tijuana Taxi" (interprété par Herb Alpert & the Tijuana Brass) – 2:05
22. "The Banker's Waltz" – 3:07